# Милутин Вучковац
Милутин Вучковац (Горњи Подградци, 1934 — Бањалука, 26. март 2021) био је српски и босанскохерцеговачки гинеколог, хуманиста, члан Сената Републике Српске (2009–2017) и преживели заточеник усташког логора Јастребарско.

## Биографија
Из родног села су га 1941. године одвеле усташе, заједно са дедом, мајком Драгињом, сестрама Зором и Јелисаветом. У логору Стара Градишка су раздвојили жене и децу од мушкараца, тако да је тада последњи пут видео деду. У Јабланцу су их раздвојили од мајке, па је њу тада последњи пут видео. Касније је са осталом децом пребачен у логор Јастребарско, одакле је спашен захваљујући Диани Будисављевић.
Након рата је живео у домовима за ратну сирочад. Завршио је студије на Медицинском факултету Универзитета у Београду и специјализацију из гинекологије. Био је начелник Клинике за гинекологију и акушерство Универзитетског клиничког центра Републике Српске у Бањалуци.
Последњих година живота је био активан у удружењима логораша и обављао дужност председника Надзорног одбора Градског удружења бивших логораша Другог свјетског рата и њихових потомака Бањалука. Био је посвећен очувању сећања на дело Диане Будисављевић, па је тако на једној трибини у Гимназији Бања Лука 2013. године, рекао:
Ни ми који смо прошли голготу, а ни сви кроз историју не смеју заборавити ово величанствено име. Диани Будисављевић највише дугујемо ми који смо остали у животу, али и све генерације.
Стадион ФК Слога ДИПО у његовом родном селу Горњи Подградци, носи његово име.